# George Wilson (Boxer)
George Dudley „Jack“ Wilson (* 17. Januar 1918 in Spencer; † 10. März 1956 in Cleveland) war ein US-amerikanischer Boxer.

## Biografie
George Wilson gewann bei den Olympischen Sommerspielen 1936 in Berlin im Bantamgewicht die Silbermedaille. In seinem Erstrunden-Kampf besiegte er den Kanadier Maurice Camyré. Noch im selben Jahr kämpfte er am 11. November seinen ersten Profikampf, 88 weitere folgten. 1941 wurde er auf Rang zwei in der Rangliste von The Ring geführt.